# Atholus rubricatus
Atholus rubricatus är en skalbaggsart som först beskrevs av Lewis 1897.  Atholus rubricatus ingår i släktet Atholus och familjen stumpbaggar. Inga underarter finns listade i Catalogue of Life.